# Madtjärnen, Västergötland
Madtjärnen är en sjö i Alingsås kommun i Västergötland och ingår i Göta älvs huvudavrinningsområde.